# Леонардо да Винчи (програма)
„Леонардо да Винчи“ е секторна програма, част от проекта „Учене през целия живот“ на Европейската комисия.
Фокусира се върху изпълнението на конкретни планове, свързани с професионалното образование и обучение. Целта ѝ е да създаде подготвена и мобилна работна сила из Европа.

## История
Програмата „Леонардо да Винчи“ е създадена през 1995 г. Три години по-късно Пол ван Бютенен сигнализира за злоупотреби със средствата, отделени за програмата. Впоследствие се създава втори, по-обхватен клон (Leonardo II), който се конценрира върху уменията и пригодността за заетост на младите хора. От 21 000 проекта, финансирани в тази фаза, 19 000 са за мобилност, подпомагащи 3670 лица. Бюджетът е близо €1,5 млн. През 2007 г. започва нова програма, която трябва да приключи през 2013 г.

## Участници
Лица, работещи в институция, която желае да стартира проекти за мобилност, партньорство, трансфер и разработване на иновации.

## Цели
1. Да направи по-привлекателно за младите хора професионалното обучение.
2. Да даде нови умения, знания и квалификация.
3. Да подобри качеството на образователните програми.
4. Да увеличи конкурентоспособността на Европейския трудов пазар.

## Поддържани проекти
- За трудова заетост в областта на транспорта и логистиката в Европа
- Сертификация и система за акредитиране на сектора на финансовите услуги за образование и обучение –
- CHIRON – Сравнителен анализ за електронно обучение
- European Dictionary of Skills and Competences (DISCO) – Европейски речник на умения и компетенции
- EADIS – Европейско студио за дигитални иновации
- ECOTOOL – Хармонизация на професионалното образование и обучение
- Forestur – Обучение по туризъм
- MarTEL – Тест за владеене на английски език
- Ploteus – Портал за възможностите за обучение на Европейското пространство
- SLOOP Project – Електронно-образователен и с отворено съдържание проект, стартиран през 2005 г. с подкрепата на „Леонардо да Винчи“, независим.